# Luca Bianchini y Anna Trombetta
Luca Bianchini (Sondrio, 28 de diciembre de 1961) y su mujer Anna Trombetta (Turín, 11 de septiembre de 1964) son dos músicos, musicólogos y críticos musicales italianos licenciados en musicología en la Escuela de Paleografía y Filología Musical de Cremona.
La pareja es conocida por sus extensos estudios sobre la producción musical y la biografía de Mozart. Sus investigaciones mozartianas han revelado aspectos novedosos sobre la autoría de la producción del compositor y han causado cierto revuelo en los ambientes musicales, encontrando tanto el apoyo de algunos colegas musicólogos como el boicoteo de otros

## Trayectoria
Desde finales de los años 80, revisan obras musicales interpretadas en estreno mundial y grabadas en CD, como la Armida Immaginaria de Cimarosa para el teatro de Montpellier y para el Festival Internacional della Valle d'Itria, la Semiramide in villa y Gli Zingari para el Festival Paisiello de Taranto, o la Medea de Pacini retransmitida por la RAI y descubrieron el primer Werther de Mayr en forma operística, interpretado en el Festival Rossini in Wildbad, grabado en CD por la discográfica Bongiovanni.
En sus investigaciones se han interesado también por músicos como la violinista Teresina Tua, o compositores come Antonio Vivaldi, Giovanni Pacini, Nicola Antonio Zingarelli, Pietro Mascagni de los que han realizados sendas revisiones para sus reestrenos. 
Entre 2016 y 2018 han grabaron 24 episodios en la Radio Vaticano sobre el compositor Mozart.
En 2022 han recibido el Premio Traetta en reconocimiento a su pasión por la investigación musicológica sobre las fuentes primarias del repertorio musical europeo con importantes contribuciones en la redefinición de la historiografía de la música del siglo XVIII.

## Investigaciones mozartianas
La pareja ha publicado una serie de libros resultados de su investigación tanto musicològica como paleològica y forense sublevando dudas sobre la autoría del algunas composiciones mozartianas.
A través del estilo de las composiciones, el análisis químico de las tintas empleadas en las partituras y la datación de la fabricación de los papeles de dichas partituras han podido comprobar su incorrecta datación, llegando en algunos casos a poder determinar nuevas atribuciones.
Sus investigaciones han sido presentadas en diferentes congresos y sus libros han sido objeto de materia de estudio de diferentes cursos universitarios.

## Discografía
Gran parte de las revisiones realizadas por Bianchini e Trombetta han sido grabadas en CD:
- Medea de Giovanni Pacini, dirigida pot Richard Bonynge, (Arkadia), 1993.
- Le Tre ore dell'agonia de Nicola Antonio Zingarelli, primera ejecución moderna, (Agorà), 1995.
- Ouvertures de Johann Simon Mayr, primera ejecución moderna, dirigida por Donato Renzetti, (Fonit Cetra), 1995.
- Cantatas de Johann Simon Mayr, interprete Simone Alaimo (Agorà), 1997.
- Armida Immaginaria de Domenico Cimarosa primera ejecución moderna en el Festival della Valle d'Itria, (Dynamic), 1997.[9]
- Verter de Johann Simon Mayr, primera ejecución moderna en el Festival Rossini in Wildbad, (Bongiovanni), 2001.
- In Filanda de Pietro Mascagni primera ejecución moderna en el Teatro Mercadante de Napoles, (Bongiovanni), 2005.
- Zingari in Fiera de Giovanni Paisiello, primera ejecución moderna en el Festival Paisiello de Taranto, (Bongiovanni), 2008.
- Concerti per pianoforte e orchestra de Johann Simon Mayr, primera ejecución moderna, dirigido por Piero Barbareschi, (Tactus Records), 2013.
- Semiramide in villa, de Giovanni Paisiello, primera ejecución moderna en el Festival Paisiello de Taranto, (Bongiovanni), 2004.